# Galerie nationale hongroise
La Galerie nationale hongroise (hongrois : Magyar Nemzeti Galéria, MNG) est une galerie d'art située dans le château de Buda à Budapest. Sa collection a pour vocation de valoriser la production picturale, graphique, sculpturale des artistes hongrois. Elle accueille les peintures et sculptures des artistes hongrois de 1800 à nos jours.

## Galerie de photos

BENCZUR Gyula, 1875 - Le Baptème de Vajk, futur roi Stephen I
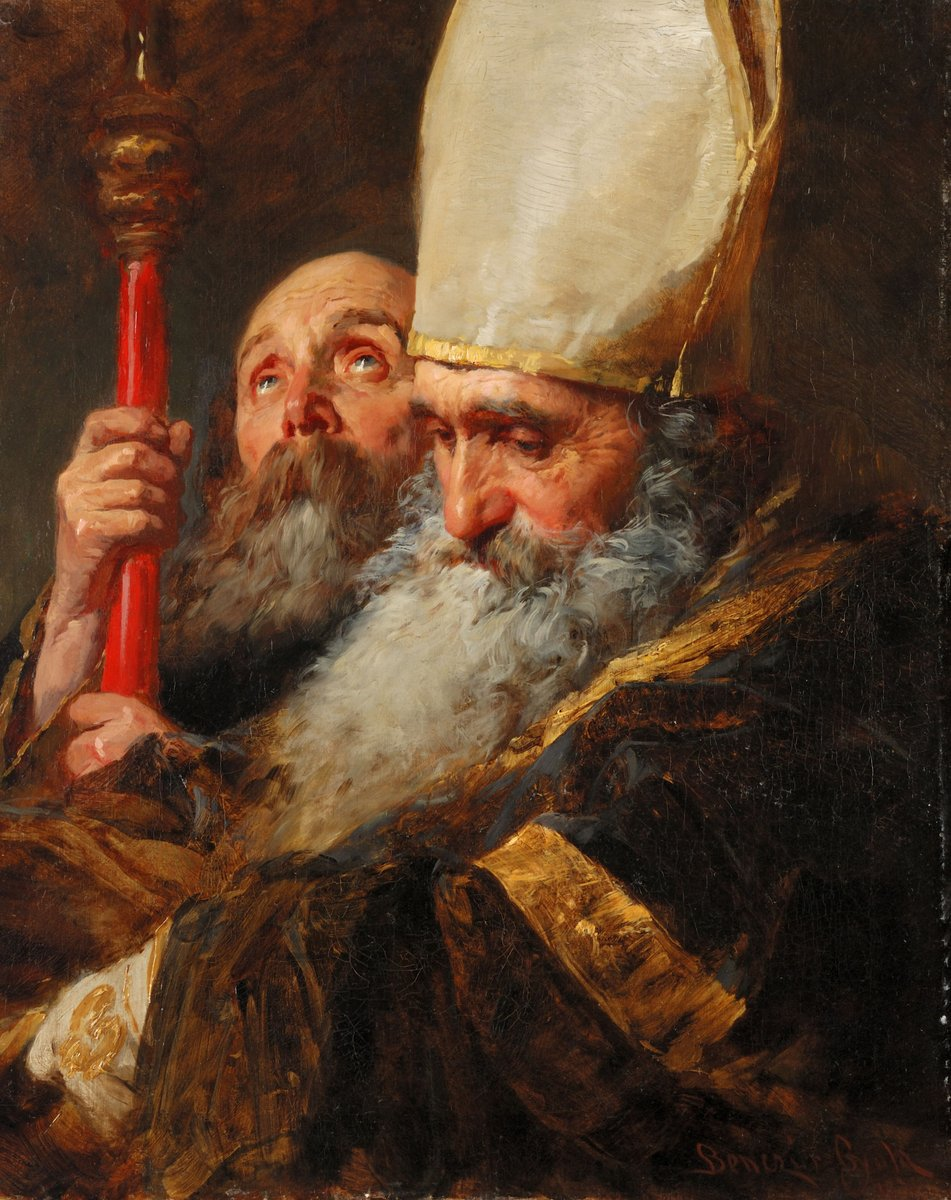
BENCZUR Gyula - Le Baptème de Vaijk - Détail
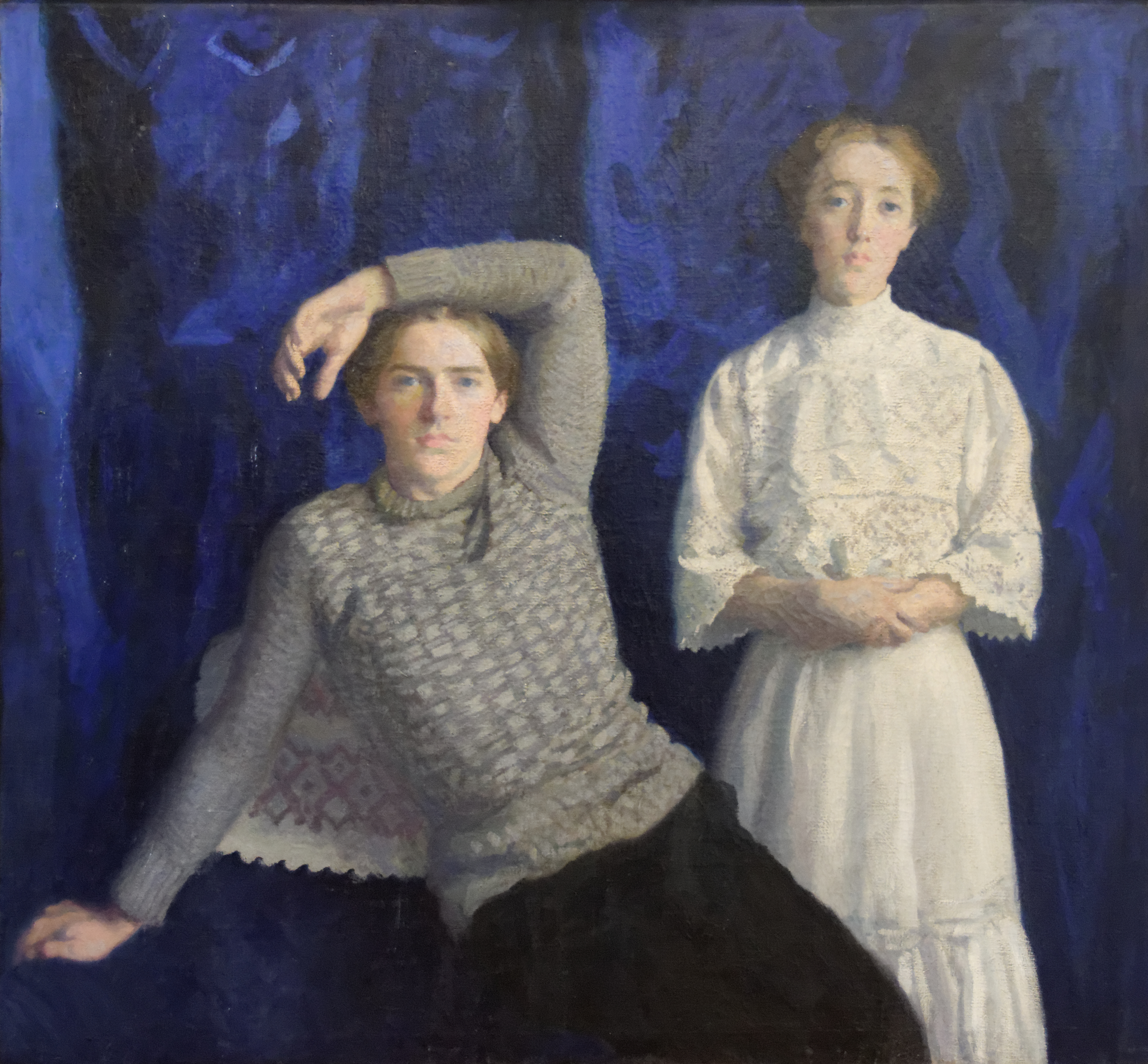
FERENCZY Karoly 1908 - Double portrait, Noemi et Beni